# Мекочерупчести костенурки
Мекочерупчестите костенурки (Trionychidae) са семейство влечуги от разред Костенурки (Testudines). В семейството са едни от най-големите сладководни костенурки на планетата. Представителите на това семейство се срещат в Африка, Азия, Северна Америка, Индия и Индонезия. Наричат се мекочерупчести, тъй като карапаксът не притежава рогови щитчета, както при другите костенурки, по краищата е еластичен и изцяло от кожа. В Източна Азия се унищожават, тъй като се считат за деликатес.

## Класификация на семейството до родове
Семйство Trionychidae
- Palaeotrionyx (изчезнал) †
- Подсемейство Cyclanorbinae
  - Род Cyclanorbis
  - Род Cycloderma
  - Род Lissemys
- Подсемейство Trionychinae
  - Род Amyda
  - Род Apalone
  - Род Aspideretes
  - Род Chitra – Тесноглави мекочерупчести костенурки
  - Род Dogania
  - Род Nilssonia
  - Род Palea – Брадавичести мекочерупчести костенурки
  - Род Pelochelys – Гигантски мекочерупчести костенурки
  - Род Pelodiscus
  - Род Rafetus
  - Род Trionyx